# 流形美術会
流形美術会（ryukei-art）は、日本の美術団体の一つ。
1930年に東武旻の主宰によって「流形派作品研究会」として創設され、様々なジャンルの芸術家たちによる展覧会を主催し、展示の場を提供してきた。
現在は絵画部、立体/工芸部と写真部の三部からなる美術団体。

## 概要
流形美術会は、当初は西洋美術の伝統に基づく絵画作品を展示する場として発足したが、後には洋風の装飾美術や工芸品、日本画、版画、彫刻など、多様なジャンルの作品を展示するようになった。
また、流形美術会は、伝統的な美術団体とは異なり、新しい芸術的表現を追求するための場として位置づけられている。
戦後は抽象画や抽象彫刻などの現代美術作品も展示するようになる。
1950年に第一回展覧会を開催し、1977年に本格的な全国公募展となった。
現在も、流形美術会は定期的に展覧会（流形展）を開催しており、多くの芸術家たちが活躍する場として存在している。